# Ignác Václav Rafael
Ignác Václav Rafael, také Ignaz Wenzel Raffael nebo Ignace-Wenceslas Raphael (16. října 1762, Mnichovo Hradiště – 23. dubna 1799, Vídeň) byl český hudební skladatel působící v zahraničí.

## Život
Hudbou se zabýval od dětství. Studoval filosofii na Karlově univerzitě v Praze a během studia si přivydělával jako klavírista a zpěvák. V roce 1784 se stal členem cisterciáckého řádu ve Vyšebrodském klášteře a byl vyslán na studia bohosloví. Po roce však studia ukončil a z řádu vystoupil. V dalších letech se zabýval hudbou. Byl členem divadelního orchestru v Budapešti. Ke konci života působil jako státní úředník ve Vídni.
Jeho synovec Karel František Rafael (1795–1864) se stal rovněž hudebníkem a skladatelem.

## Dílo (výběr)
- 5 Airs variés (klavír)
- 6 Variazioni (klavír)
- Variazioni per il Clavi Cembalo
- Sei Canon a tre e quattro voci
- Lied der Freude bei der Ankunft Seiner Königlichen Hoheit des Erzherzogs Carl in Wien
- Das Veilchenfest (balet)
- Virginia (melodram)

Komponoval rovněž chrámovou hudbu a písně.